# Cope Gutiérrez
Cope Gutiérrez (Madrid, 1966) es un músico y compositor español.

## Trayectoria artística
Cope Gutiérrez nace en Madrid en 1966. De formación autodidacta en sus inicios, eventualmente comienza a estudiar piano con Horacio Icasto y desarrolla principalmente sus estudios del teclado con Ricard Miralles continuando con Jorge Villaescusa, Fermín Higuera y posteriormente con Barry Harris. Estudia educación del oído con Hebe Onesti y paralelamente realiza diversos cursos de Armonía, Composición, Arreglos y Orquestación, Improvisación, Percusión, Flamenco, Música para Cine y Análisis Musical en Madrid.

### Cine, Teatro y Televisión
En el año 1987 comienza a crear música electrónica para imagen con sintetizadores en documentales, cabeceras y comerciales en video y cine. Ha creado la música con medios acústicos y electrónicos para los cortometrajes Círculos, Día de Suerte o Tuya es la Espada (Primer Premio al mejor Cortometraje en 16mm. de la Semana Internacional de San Roque en 2006), y compone y produce con orquesta sinfónica la banda sonora del debut de Guillermo Fesser como director, el largometraje Cándida (2006) protagonizado por la propia Cándida Villar.
Ha compuesto música para series documentales de televisión como Los hijos del Frío (1991) presentada por Ramón Sánchez-Ocaña, y ha trabajado como Director Musical, compositor y productor en obras de teatro: Ex-Symbols (comedia), Reminiscences (vida y poemas de Rimbaud) o Historia en clave de Sol (musical - infantil). 
Ha producido, compuesto e interpretado la música para programas de televisión como el magazine Esta noche cruzamos el Mississippi (1995-96) realizando labores de diseño sonoro y producción y La sonrisa del pelícano (1997), con Pepe Navarro y junto al famoso dúo Gomaespuma en los programas Pasando Olímpicamente y Pasándolo de cine (2008). 
Ha interpretado en directo con piano, Hammond y sintetizadores en programas de música en directo como Jazz entre amigos, Los Conciertos de Radio 3, La Música es la Pista y Lo + Plus.

### Radio
En 2004 entra a formar parte como pianista del programa radiofónico en directo Gomaespuma en su etapa en Onda Cero (2004-2007) presentado por Juan Luis Cano y Guillermo Fesser, donde crea, improvisa en vivo con su piano y acompaña a artistas como Antonio Vega, Diego El Cigala, Miguel Ríos, Carlos Núñez, Carlinhos Brown, Amaral, Malú, Carmen París, Sole Giménez y el flamenco de El Negri, la música brasileña de Cibelle, el jazz en la voz de Mishka Adams y la música griega de la mano de Elefthería Arvanitáki.

### En Directo: Jazz & Blues
Ha actuado en directo tocando piano, sintetizadores y órgano Hammond con grupos de Jazz experimental como I.S.P. (Primer Premio de Jazz Música Joven Madrid 1990) y Saki y las bandas de música soul Cool Jerks y Soul Tellers.
En el mundo del Blues, desde los escenarios de los antiguos Café Populart y Café Berlin, las emblemáticas salas madrileñas como el Beethoven Blues Bar y La Coquette, el Café Central, la Sala Clamores, el Bogui Jazz y los nuevos Café Berlin y Blackbird Rock Bar hasta los grandes escenarios de festivales en todo el país, Cope ha actuado con bluesman como el gran Chris Cain, Otis Grand, Joseph Siankope - ciudadano Honorífico de Nueva Orleans, uno de los pocos músicos que han tocado la trompeta de Satchmo Louis Armstrong - Amar Sundi, Stevie Zee, Sean Poluk, Ñaco Goñi, Fede Aguado, Mayka Edjole - vocalista de la banda española The Sweet Vandals - Alex Caporuscio, Antonio Pax, Susan Santos, Darío Lombardo, Juanma Montero, Gaby Jogeix, Marcos Coll, Stefano Ronchi, Red House y Lou Marini - de The Blues Brothers - y bandas como Beethoven Blues Band, The 44 Dealers, The Trashtoes, Del Toro Blues Band y The Redentors.

### En Directo: Giras
En las giras de los álbumes Ojos Negros (1988), Y Esto es lo que Hay (1989), actuó acompañando al trío rumbero y pionero de flamenco pop Los Chichos, con los que asumió la dirección musical hasta la separación del Jeros, Juan Antonio Jiménez Muñoz en 1990, participando posteriormente en la nueva formación durante la tournée del disco Sangre Gitana (1991).
Ha actuado en directo con grupos del rock español como Los Ronaldos, liderado por Coque Malla, Christina y Los Subterráneos gira Mi Pequeño Animal, M-Clan y La Tercera República, y ha participado en el flamenco y world music de la mano de Radio Tarifa. 
Y ha girado con Mike Kennedy de Los Bravos, Massiel, Pablo Abraira y Ella Baila Sola. Asimismo con David Bisbal en el Corazon Latino Tour 2002-2003 y Chenoa gira Absurda Cenicienta y las voces de las ediciones de Operación Triunfo I y II: David Bustamante, Manuel Carrasco, Rosa López, Manu Tenorio, Miguel Nández y Beth, entre otros y posteriormente en festivales en Europa y América acompañando a los autores Ismael Serrano y Luis Eduardo Aute.
Comienza su andadura con el polifacético artista Luis Eduardo Aute en la gira del álbum Intemperie (2010), y continúa con El Niño que Miraba el Mar (2012) hasta el doble disco De la luz y la sombra (2018), grabado en directo durante la tournée La Gira Luna, álbum compendio de una trayectoria musical de cuatro décadas. 
Participa en el multitudinario homenaje a Aute en el WiZink Center de Madrid en 2018, Ánimo Animal, acompañando a Joan Manuel Serrat, Joaquín Sabina, Ana Belén, Massiel, Víctor Manuel, Jorge Drexler, Pedro Guerra, Rozalén, Andrés Suárez, Ismael Serrano, Luis Pastor, Rosa León y Cristina Narea. 
En 2019, toma la dirección musical del homenaje Ànims Animal en Barcelona dedicado al maestro, actuando con Estopa, Javier Gurruchaga, Sisa, Roger Mas, Els Amics de les Arts, Cristina Narea, Andrés Suárez, Ángel Petisme y Depedro.

### En Estudio y como Productor
Compone Danzón del Corazón para el debut de Javier Vila y Llévame junto con Javier Andreu - La Frontera (banda) y Fernando de Diego para Harly en Cuando cambie el viento.
Su labor en estudio le ha llevado a participar en discos de los artistas Los Ronaldos, Soul Loop Attack Comeback Special (2002), M-Clan Usar y Tirar(1999) - con la producción de Alejo Stivel - Ricardio Igea, Leo Sánchez, La Tercera República, Black Sun, Ex-Comunión (como productor), Modestia Aparte, Los Lunes, Red House y Radio Tarifa en el álbum Temporal. 
En 2006 entra en estudio para grabar Steel the Blues con Gaby Jogeix Band y componer y producir el CD de la banda sonora de la película Cándida(2006) con la Orquesta Sinfónica de Bratislava. 
Produce en Brasil el debut de la cantautora Fernanda Cabral, el álbum Praianos (2013), donde también figura como compositor. Posteriormente graba piano para el cuento de Alessandra Roscoe História pra Boi casar en su propio estudio Estudios Celeste - que regenta y dirige -  y compone, orquesta y arregla para camerata de cuerdas en el libro-CD Atrás do Olho Fechado en Brasil, en el que también figura como productor.
Graba con los autores José Luis Manzanero el CD El Aprendiz de Hombre-bala y Iosu Bravo en Náufrago del Viento y Virginia Labuat - Virginia Maestro en Night&Day (2013).
Otras grabaciones de estudio incluyen Biondo del bajista Rubén Rubio, (premio al mejor disco nacional en el Bass Day 2011), y el debut de la formación de smooth-Jazz Kinnetik, el CD Life is Motion y graba y escribe arreglos para el último disco de Luis Eduardo Aute, El Niño que miraba el Mar (2012). 
Produce El Corredor (2010), álbum de Fede Aguado y banda con el que también ha producido Veinte años no es nada (2014), del dúo acústico que forma el bluesman junto al armonicista Osi Martinez, trabajo grabado en directo íntegramente en su estudio, donde también realiza la grabación de los pianos el autor Manu Míguez para su ep Dos (2013). Produce el debut en CD de la Dirty Hot Rondalla (2016).
Participa en el segundo disco de Ruben Rubio, Inexorable (2020) para el que ha grabado piano en Estudios Celeste y utilizado el mítico sintetizador ARP Pro Soloist.